# Fusiturris pfefferi
Fusiturris pfefferi é uma espécie de gastrópode do gênero Fusiturris, pertencente a família Fusiturridae.